# Sallya madagascariensis
Sallya madagascariensis är en fjärilsart som beskrevs av Jean Baptiste Boisduval 1833. Sallya madagascariensis ingår i släktet Sallya och familjen praktfjärilar. Inga underarter finns listade i Catalogue of Life.